# Günter Schuler
Günter Schuler (* 22. Dezember 1955 in Völklingen) ist ein deutscher Journalist und Autor. Schuler lernte Schriftsetzer und publizierte in diversen Zeitschriften und Büchern mit dem Schwerpunkt Bildbearbeitung/Grafiksoftware, Mediengestaltung und Internet. Er beschäftigt sich zudem mit Pop- und Netzkultur und mit der Wikipedia. Schuler lebt in Frankfurt am Main.

## Wikipedia inside
Nachdem Schuler rund ein Jahr unter dem Pseudonym „Roger Koslowski“ in der deutschsprachigen Wikipedia mitgearbeitet und persönliche Gespräche mit Autoren geführt hatte, veröffentlichte er im Juli 2007 das Buch Wikipedia inside, in dem er Informationen über das Projekt, eine Einführung für Neulinge und seine Bewertung des Lexikons vorlegt. Neben positiven Aspekten hebt er in diesem Buch, in verschiedenen Presseinterviews sowie in einem Blog kritikwürdige Aspekte, wie die von ihm als undemokratisch wahrgenommenen Strukturen und eine mögliche rechtsextreme Unterwanderung der Online-Enzyklopädie hervor.

## Veröffentlichungen
- Das Glück kommt immer erst am Schluß. Edition Nautilus, 1991; ISBN 978-3-89401-185-7. (Krimi)
- Das SmartBook zu Photoshop Filter Factory. SmartBooks, Kilchberg 1999, ISBN 978-3-908490-13-5.
- Photoshop 5.5 Kreativ-Kochbuch. SmartBooks, Kilchberg 2000; ISBN 978-3-908490-13-5. (akt. Auflagen zu Photoshop 6 und 7: 2002)
- Der Typo-Atlas. Type Designs & Schriftfonts. SmartBooks, Kilchberg 2000, ISBN 978-3-908490-28-9.
- Illustrator 9 Kreativ-Kochbuch. SmartBooks, Kilchberg 2001; ISBN 978-3-90849-105-7. (akt. Auflagen zu Illustrator 10: 2002)
- Das Profibuch zu Quark XPress 5. SmartBooks, Kilchberg 2002; ISBN 978-3-908490-56-2.
- Photoshop für Fotografen. Für Mac und PC. Rowohlt, Reinbek 2003; ISBN 978-3-499-61221-3.
- body types. Kompendium der Satzschriften: Serif, Sans Serif und Slab Serif. SmartBooks, Kilchberg 2003; ISBN 978-3-908492-69-6.
- Adobe Photoshop CS: Retusche, Montage & Farbkorrektur. Galileo Press, Bonn 2004; ISBN 978-3-89842-476-9.
- Profikurs Photoshop für Fotografen. Rowohlt, Reinbek 2005; ISBN 978-3-499-61261-9.
- Digital gestalten. Der Erste-Hilfe-Kurs in Typo, Farbe und Layout. Rowohlt, Reinbek 2005; ISBN 978-3-499-61253-4.
- InDesign: Gewußt wie. Für Mac und PC. Rowohlt, Reinbek 2006; ISBN 978-3-499-61267-1.
- Wikipedia inside. Die Online-Enzyklopädie und ihre Community. Unrast, Münster 2007, ISBN 978-3-89771-463-2.
- Adobe InDesign – clever, verständlich, praxisnah. Cleverprinting, Holle 2008, ISBN 978-3981446623.
- Cleverprinting Farbwelten. Cleverprinting, Holle 2009. ISBN 978-3981446630
- Adobe InDesign CS5 – Die cleveren Workshops. Cleverprinting, Holle 2010; ISBN 978-3981446623
- Next Generation Publishing mit InDesign und Photoshop. Cleverprinting, Holle 2012; ISBN 978-3981446685.
- Clevere Typografie macht Spaß. Cleverprinting, Holle 2012; ISBN 978-3981446661.
- Das Praxisbuch zu Photoshop Elements 10. Digitale Bilder organisieren, optimieren und präsentieren. Mandl & Schwarz, Husum 2012; ISBN 978-3-939685-33-3.
- Das Praxisbuch zu Affinity Photo. Bilder am Mac professionell bearbeiten. Mandl & Schwarz, Husum 2015; ISBN 978-3-944519-75-3.
- Das Praxisbuch zu Affinity Designer. Illustrationen, Grafiken und Layouts erstellen für Ein- und Umsteiger. Mandl & Schwarz, Husum 2016; ISBN 978-3-944519-87-6.
- Das Praxisbuch zu Affinity Photo 1.5 für Windows und Mac. Bilder professionell bearbeiten. Mandl & Schwarz, Husum 2017; ISBN 978-3-96005-009-4.
- Das Praxisbuch zu Pixelmator.  Mandl & Schwarz, Husum 2017 (Kindle).